# O Mequetrefe
O Mequetrefe foi um jornal brasileiro, ilustrado e humorístico, publicado no final do século XIX, e com claro teor republicano, pelo qual passaram grandes nomes da literatura e da caricatura do país na época.
Fundado em 1875 no Rio de Janeiro (então a capital do país), teve duração até 1893 quando, após a morte de seu proprietário, veio finalmente a deixar de circular.

## Fundação e primeiros anos
O jornal começou a circular em janeiro de 1875, por iniciativa de Pedro Lima e de Eduardo Joaquim Correia, sendo que este último veio a se tornar o único dono a partir de 1879.
Embora o jornal trouxesse já num de seus primeiros números que não tinha orientação política -  "não somos republicanos... mas também não somos monarquistas. Em princípios políticos, que se prendam a formas de governo, assim como em questões de nacionalidade, nem queremos ser vistos, nem cheirados" - na verdade era claramente republicanista, havendo surgido cinco anos antes da fundação do Partido Republicano, e por várias vezes sendo utilizadas alegorias claramente alusivas a esta forma de governo, como a mulher com um barrete frígio.

## Principais colaboradores
Participaram do Mequetrefe nomes como Artur Azevedo, Filinto de Almeida, Lúcio de Mendonça, Raimundo Correia, o português Henrique Lopes de Mendonça, Olavo Bilac, entre outros.
Dos seus ilustradores estiveram em suas páginas caricaturistas como Antonio Alves do Vale, Antônio Bernardes Pereira Neto, Cândido Aragonez de Faria, Joseph Mill e até Aluísio Azevedo que, antes de se tornar um literato reconhecido, fazia ilustrações para o jornal.

## Encerramento
Com a morte do proprietário Eduardo Joaquim Correia, em maio de 1891, a sua viúva assumiu os negócios e colocou o cunhado José Joaquim Correia à frente do periódico, assim permanecendo por quase dois anos, quando finalmente encerrou a circulação, em janeiro de 1893.